# Acrelândia

Acrelândia este un oraș în unitatea federativă Acre (AC) din Brazilia. La recensământul din 2007, Acrelândia avea o populație de 11,520 de locuitori. Suprafața minicipiului Acrelândia este de 1,575 km².